# 朝鮮革命宣言
朝鮮革命宣言は、ジャーナリストで独立運動家の申采浩が、朝鮮の抗日秘密結社義烈団に依頼され起草した暴力革命を促す綱領である。通称義烈団宣言。1922年作成、1923年1月配布。大日本帝国からの独立の理念と朝鮮総督府の破壊、天皇の暗殺など具体的な行動を示している。

## 関連事項年表
1919年11月、金元鳳を団長とする計13名により義烈団が結成。顧問は黄尚奎、金大池。
1920年9月、釜山警察署爆弾事件。12月、密陽警察署爆弾事件。
1921年9月、朝鮮総督府爆弾事件。
1922年3月、田中義一陸軍大将暗殺未遂事件。
（時期不明）金元鳳に依頼された申采浩が、一ヶ月以上かけて「朝鮮革命宣言」を草稿。義烈団員柳子明が補佐。
1923年、上海で1月3日に開幕した朝鮮独立運動団体代表たちによる国民代表会議で「朝鮮革命宣言」を配布。
1月12日、鍾路警察署爆弾事件。
3月14日〜16日、京畿道警部の黄鈺を含む義烈団員ら18名逮捕。通称黄鈺警部事件。爆弾36個と共に「朝鮮革命宣言」約950部が押収。
9月、朴烈、金子文子逮捕。※1925年の予審調書に資料として「朝鮮革命宣言」が添付される。
1924年1月、二重橋爆弾事件。
1926年12月、朝鮮殖産銀行、東洋拓殖株式会社爆弾事件。
1928年5月、台湾で申采浩逮捕。10月、義烈団員ら数名により朴容萬暗殺。
1935年7月、義烈団が朝鮮民族革命党に統合される。
1936年2月、旅順監獄で申采浩が死亡。
1942年10月、朝鮮民族革命党が大韓民国臨時政府に参加。
1948年9月、朝鮮民主主義人民共和国樹立。金元鳳が国家検閲相就任。
1958年11月、金元鳳失脚。のちに粛清された。